# Nécropole nationale de La Crouée
La nécropole nationale de La Crouée est un cimetière militaire français de la Première Guerre mondiale situé sur le territoire de la commune de Souain-Perthes-lès-Hurlus à la sortie nord du village, sur le bord de la RD 977 en direction de Sommepy-Tahure, dans le département de la Marne. 
C'est l'une des plus importantes nécropoles du territoire français métropolitain par le nombre de soldats inhumés.

## Historique
La nécropole nationale de La Crouée est créée en 1919 ; son aménagement s'est échelonné de 1919 à 1924. Y sont regroupés les corps exhumés des cimetières militaires provisoires de Souain, Tahure, Perthes-lès-Hurlus, Beauséjour (un fortin situé à Perthes-lès-Hurlus).

## Caractéristiques
Ce cimetière militaire, d'une superficie de 6,4 ha, rassemble les corps de 30 734 soldats français tués pendant la Grande Guerre dont 9 050 identifiés et inhumés dans des tombes individuelles et 21 688, non-identifiés, inhumés dans huit ossuaires. 
Deux soldats français tués pendant la Seconde Guerre mondiale y ont également enterrés.

## Cimetière militaire allemand
Le cimetière allemand mitoyen de la nécropole nationale rassemble les corps de 13 783 soldats allemands tués pendant la Première Guerre mondiale.